# Saga dos Groenlandeses
A saga islandesa medieval Grœnlendinga saga (literalmente: Saga dos Groenlandeses) é uma narração da descoberta e colonização da Groenlândia e da América do Norte pelos escandinavos nos séculos X e XI, provavelmente escrita na Islândia no século XIII.
Está incluída no manuscrito Flateyjarbók, datado do século XIV, conservado no Instituto Árni Magnússon, em Reiquiavique.

Nesta saga estão mencionadas cinco viagens à America do Norte:

- A viagem de Bjarni Herjólfsson, em 985 ou 986, em que este avistou a América, mas não foi a terra.
- A viagem de Leif Ericson, filho de Érico o Vermelho.
- A viagem de Thorvald Ericson, outro filho de Érico o Vermelho.
- A viagem de Thorfinn Karlsefni e da sua mulher Gudrid Thorbjarnardottir.
- A viagem de Freydis Eiriksdottir, filha de Érico o Vermelho.

## Saga de Érico, o Vermelho e Saga dos Groenlandeses
A Saga de Érico, o Vermelho e a Saga dos Groenlandeses descrevem a descoberta e a tentativa de colonizção da América pelos nórdicos, embora apresentem diferenças. 

Na Saga dos Groenlandeses Bjarni Herjolfsson é apontado como o primeiro avistador da América, precedendo a viagem de descoberta intencional de Leif Ericsson, enquanto na Saga de Érico, o Vermelho, Bjarni Herjolfsson não é mencionado, e a descoberta da América atribuída a Leif Ericsson, depois de uma deriva involuntária nas águas que separam a Groenlândia da América do Norte.